# 表計算ソフト (情報処理技術者試験)
表計算ソフト (情報処理技術者試験)では、日本の国家試験である情報処理技術者試験に出題される表計算ソフトについて解説する。試験専用に策定された仮想のアプリケーションソフトウェアである。

## 概要
情報処理技術者試験の一部の試験区分では、受験者のアプリケーションソフトウェアの活用能力を測る目的で表計算ソフトに関する問題が出題されている。国家試験である性格上、特定ベンダーの製品に依存した問題は作成できないため、試験に出題される表計算ソフトは試験実施団体である情報処理推進機構（IPA）が試験のために独自に仕様策定した架空のオリジナルソフトウェアとされている。しかしながら、出題される関数および機能はMicrosoft Excelのものに近いと言われている。

### 表計算ソフトに関する問題が出題される試験区分
- 初級システムアドミニストレータ試験[注釈 1]（初級シスアド） - 午後の科目で出題され、配点が大きかった。2009年（平成21年）度春期を最後に廃止。
- ITパスポート試験
- 基本情報技術者試験 - 2009年（平成21年）度春期より追加。

## 基本情報技術者試験
基本情報技術者試験では午後の科目で、選択必須問題としてソフトウェア開発（プログラミング）に関する問題が出題される。C言語、Java、Python（2020年より追加）、CASL、表計算ソフトの5つのプログラミング言語の中から一つ選択して解答するという内容になっている。
表計算ソフトは2009年（平成21年）度春期より新たに基本情報技術者試験の午後科目の選択問題として追加された。他の言語に比べて習得難易度が低く、練習環境も用意しやすいため一般的にはプログラミング初心者向けの言語と言われることが多い。
しかし、表計算ソフト特有の注意点もいくつか存在する。表計算ソフトの問題では前半部分の関数の問題に加え、後半では必須問題の「データ構造とアルゴリズム」に出題されていたような擬似言語を用いたマクロ定義の問題が引き続き出題されるため、関数、機能だけでなくアルゴリズムに関しての知識が必要となる（初級シスアドおよびITパスポートではマクロ機能に関する問題は出題されていない）。マクロの構文はVBAに近い。論理的思考力が要求されるため、初級シスアドやITパスポートのものより難易度が高いと言われている。
また、表計算ソフトは他のプログラミング言語に比べて、大問中の文章が長く、選択肢が多く設定されるため、解答に時間がかかる傾向にある。
マクロは2011年（平成23年）7月10日の特別試験までは出題されていなかったが、同年10月16日の秋期試験から追加されるようになった。
システム開発技術者向けの試験である基本情報技術者試験の表計算ソフトの問題は、あくまで一般IT利用者向けの初級シスアドやITパスポート、あるいはMOS、P検、J検などの民間検定のような単なるアプリケーションソフトウェアの活用能力を問う内容ではなく、プログラミング能力が問われる点に留意する必要がある。
2023年（令和5年）4月から科目B試験（現行の午後試験に相当）でソフトウェア開発の問題が「データ構造及びアルゴリズム」（擬似言語の問題）に統合されるのに伴い、表計算を含む個別のプログラミング言語の問題が廃止される予定である。

## 仕様

### 用語
引数(ひきすう)
関数が計算をする際の“材料”となる値のこと（後述）。

合計（A1:D1）の場合、“A1:D1”の部分のこと。
関数値
関数が計算した後の、計算結果。「戻り値(もどりち)」と呼ぶ場合もある。
行
横の並びのこと。表計算ソフトの場合は、1行目、2行目…と、数字で表す。
列
縦の並びのこと。表計算ソフトの場合は、A列目、B列目…と、アルファベットで表す
|    | A | B | … |
| 1  |   |   |   |
| 2  |   |   |   |
| 3  |   |   |   |
| ： |   |   |   |

セル
表計算の、一つのマス目のこと。
セル範囲
複数のセルをひとまとまりとして指定したもの。

かつてはセル範囲は“A1〜D1”と表記されていたが、ITパスポート試験では2015年（平成27年）7月7日から、基本情報技術者試験では同年の秋期試験から“A1:D1”という表記に変更された。

### 主な関数
情報処理技術者試験センター（現・IT人材育成センター国家資格・試験部）は、以下のような関数を策定している。
関数は、引数として与えられた値に基づいて、処理を行う。
| 関数名（引数1，引数2，…） |

そして、関数が計算で求めた値(数値や文字列、’真’ か’偽’の論理値、セル番号の場合はその番号が指し示すセルの値)によって、その関数が入力されたセルに表示される計算結果が変わる。
| 関数名                                       | 用途 |
| -------------------------------------------- | --- |
| 合計（A1:A6）                                | 指定された範囲すべての数値の合計を求め、関数値として返す。 |
| 平均（B1:B6）                                | 指定された範囲すべての数値の平均を求め、関数値として返す。 |
| 平方根（C1）                                 | 引数の値（正の数）の正の平方根を、関数値として返す。 |
| 標準偏差（D1:D6）                            | 指定された範囲すべての数値の標準偏差を求め、関数値として返す。 |
| 最大（E1:E6）                                | 指定された範囲すべての数値のうち、最大の値を関数値として返す。 |
| 最小（F1:F6）                                | 指定された範囲すべての数値のうち、最小の値を関数値として返す。 |
| IF（G1＞G2，’合格’，’不合格’）               | 左端の論理式が真(成立する)ならば、真ん中が実行される。偽(成立しない)ならば、右端が実行される。                                                                                |
| 個数（H1:H6）                                | 指定された範囲のうち、空白でないセルの個数を、関数値として返す。 |
| 条件付個数（I1:I10，’≧70’）                  | 左に指定した範囲のうち、右の条件を満たすセルの個数を、関数値として返す。 |
| 整数部（J1）                                 | 引数の数値より小さい値で、最大の整数を、関数値として返す。例えばJ1が3.9の場合は3が、-3.9の場合は-4となる。                                                                    |
| 剰余（K1，K2）                               | 「左の値÷右の値」の余りを、関数値として返す。 |
| 論理積（論理式1，論理式2，…）                | 引数の論理式の全てが“真”の場合のみ、関数値として“真”を返す。 |
| 論理和（論理式1，論理式2，…）                | 引数の論理式が1つ以上“真”の場合、関数値として“真”を返す。 |
| 否定（論理式）                               | 引数の論理式と反対の論理値を、関数値として返す。例えば、否定（5＜1）だと、関数値は“真”を返す。                                                                                |
| 垂直照合（照合値，照合範囲，列位置）         | “照合範囲”の最左端列を上から順に調べ、“照合値”と同じ値を含むセルが初めて現れる行を探す。次に“照合範囲”の最左端列を1列目として、右に“列位置”列目のセル値を、関数値として返す。 |
| 条件付合計（範囲，検索条件，合計させる範囲） | “範囲”の中から“検索条件”と同じ値を持つセルを探し、“合計させる範囲”のうち対応する行のセルの合計値を、関数値として返す。                                                        |